# Black Hole Entertainment
Black Hole Entertainment era una empresa desarrolladora de videojuegos con sede en Budapest, fundada en 2001 por siete jóvenes entusiastas de los videojuegos.
El Primer título de la compañía fue Armies of Exigo, desarrollado con el respaldo financiero de Andy Vajna , publicado por Electronic Arts y lanzado en finales de 2004. El equipo ha desarrollado Warhammer: la marca del Caos y su expansión Warhammer: la Marca de Batalla, que fueron puestos en libertad el 14 de noviembre de 2006 y el 16 de septiembre de 2008, respectivamente, para el PC. Warhammer: la Marca de Batalla también fue lanzado para la consola Xbox 360 del juego el 2 de septiembre de 2008.
Black Hole Entertainment ha desarrollado la sexta entrega de Heroes of Might and Magic serie Might & Magic Heroes VI , en colaboración con Ubisoft. El título fue lanzado en octubre de 2011, aplazando su fecha de lanzamiento original de marzo. El estudio fue divulgado en diversos medios de comunicación de haber ido a la quiebra como consecuencia de la naturaleza de este desarrollo, y los miembros de la empresa Ubisoft fueron culpados por el error. A partir de julio de 2012, la empresa no está ya en funcionamiento.

## Juegos desarrollados
- Armies of Exigo - 2004
- Warhammer: Mark of Chaos - 2006
- Warhammer: La Marca del Caos (expansion for Warhammer: Mark of Chaos) - 2008
- Might & Magic Heroes VI - October 2011